# Brevitalitrus dyaulanus
Brevitalitrus dyaulanus is een vlokreeftensoort uit de familie van de Talitridae. De wetenschappelijke naam van de soort is voor het eerst geldig gepubliceerd in 1971 door Bousfield.